# Короча
Коро́ча — город, административный центр Корочанского района Белгородской области Российской Федерации.
Город расположен на реке Короче бассейна Северского Донца, в 45 км от Белгорода, в 45 км от железнодорожной станции Прохоровка Юго-Восточной железной дороги, в 48 км от Чернянки.

## География
Физико-географическое положение
Город Короча расположен на южной окраине Среднерусской возвышенности, на правом холмистом берегу реки Короча. В пределах Белгородской области город имеет выгодное экономико-географическое положение, располагаясь в центре региона и являясь равноудалённым от крупнейших административных центров: расстояние до Белгорода — 54 км, Губкина — 68 км, Старого Оскола — 88 км, Нового Оскола — 52 км, Шебекино — 57 км. В пределах городского округа проходят ключевые автомагистрали региона: трасса Белгород — Старый Оскол и Белгород — Алексеевка.
В плане рельефа Короча занимает правый берег речной террасы, с перепадом высот по оси центральной улицы от 140 метров (район парка «Молодёжный») до 220 метров (район центрального стадиона и автовокзала) с востока на запад. Протяжённость города с севера на юг и с запада на восток примерно одинакова и составляет чуть более двух километров.
По соседству с этим городом расположены сёла Бехтеевка, Казанка, Погореловка, Подкопаевка, Пушкарное и Белогорье, а также хутор Погорелый.

## История

### ВРусском государстве
Город Короча построен в 1638 году, при устройстве оборонительной линии — Белгородской засечной (защитной) черты для защиты от набегов крымских татар южных рубежей Русского государства.
Строительство города-крепости, начатое 9 июня 1637 года воеводой А. В. Бутурлиным на меловой горе, у подножия которой протекала полноводная река Короча, было прекращено из-за неудачно выбранного места.
Весной 1638 года прибывший из столицы новый воевода — Д. П. Львов, после проведённого «совета», утвердил и построил крепость на новом месте. В сжатый срок служилые люди возвели острожную (дубовую) стену, имевшую протяжённость 264 сажени (примерно 500 м), высоту в две сажени (с обломами) — то есть более 4 м, пять рубленых башен — с 790 бойницами; опоясал крепость оборонительный ров. Строительство города завершилось 24 июня 1638 года. Названа была крепость «Красный город на Короче», однако такое наименование со временем сократилось до более краткого: Короча.
В 1674 году в уездный центр — город Корочу, были присланы вестовой колокол и образ Архангела Михаила, подаренные царём Алексеем Михайловичем.

### ВРоссийской империи
В 1708 году в России прошла очередная административная реформа, согласно которой вся территория страны была разделена на 8 губерний. Короча с этого момента получает статус уездного города, и в числе других 56 городов приписана к Киевской губернии. C 20 октября (ст.ст.) 1721 года по 1 сентября (ст.ст.) 1917 года в составе Российской империи. В 1727 году образована Белгородская губерния, и в её составе Короча становится центром Корочанского уезда (просуществовавшего до 1924 года). С 23 мая 1779 года город Короча становится уездным городом Курского наместничества.
8 января 1780 года императрицей Екатериной II был утверждён герб города Корочи — отличительный знак города, состоящий из двух частей. В верхней части размещался герб губернского Курска с тремя летящими куропатками, а в нижней — три яблока на серебряном поле. Автором гербов уездных городов Курского наместничества был герольдмейстер Волков.
В 1784 году по генеральному плану Корочи население города составляло 3835 жителей, из них господ и приказных служащих 58, должностных лиц — 28, членов воинской команды — 34, духовных лиц — 108, купцов — 54, мещан — 106, однодворцев — 382, малороссов — 3009, русских крестьян — 30. Согласно этому же генплану, в Короче были расположены: две торговые площади, соборная и две приходские церкви, городовая ратуша, духовное правление и духовное училище, народное училище, городовой лазарет, богадельня, питейные дома, торговые лавки и трактиры, тюрьма и караульные. На плане нанесены строения: соляные магазины, присутственные места, почтовый двор, мясные и рыбные ряды, пивоварня, скотобойня и т. д.
В Короче в течение года проводилось 6 ярмарок: 8 сентября — Рождество-Богородицкая, 6 декабря — Николаевская, 1 января — Васильевская, 9 мая — Николаевская, 8 июля и 15 августа — Успенская. Продолжались они не более двух дней. Купечество и мещане торговали мелким красным товаром, а обыватели — хлебом, который также вывозили на продажу в Харьковское наместничество и в Орел.
В 1820 году в Короче открыто уездное приходское народное училище.
После отмены в России крепостного права на местах начали активно развиваться земские учреждения, призванные организовать культуру и быт населения в уездных городах. С 1865 года председателем земского собрания Корочанского уезда был избран выпускник Харьковского университета 30-летний Иоасаф Федорович Шетохин. Летом 1868 года при его непосредственном участии 3-классное Корочанское уездное училище было реорганизовано в 4-классную мужскую прогимназию (неполную гимназию). В 1874 году прогимназия стала 6-классной, а в 1882 году — полной 8-классной гимназией. 23 февраля 1876 года ей присвоено наименование «Александровская» в честь императора Александра III. В её появлении в Короче принимали участие министры народного просвещения, финансов и внутренних дел России. В 1871 году женское училище было преобразовано в женскую прогимназию.
В 1868 году открыта Корочанская публичная библиотека (старейшая библиотека Белгородской области), принадлежавшая Корочанскому дворянскому общественному собранию.
Главным органом городского самоуправления была Корочанская городская дума (до неё была городская ратуша), состоящая из гласных, избираемых на 4 года. Городской голова (до него — бургомистр) председательствовал в думе и городской управе.
В 1873 году начинается строительство храма Рождества Пресвятой Богородицы. Он возводился на месте, где прежде располагались два предшествующих ему храма (деревянный имени Архистратига Михаила, по преданию сгоревший после удара молнии, и каменный в честь Рождества Богородицы, построенный по указу Петра I после победы в Полтавской битве). К 1883 году был построен пятипрестольный храм; приделы освящены в честь Покрова Пресвятой Богородицы, Преображения Господня, во имя Святителя Николая, Архистратига Михаила, центральный престол Рождества Пресвятой Богородицы.
В январе 1897 года состоялась первая всеобщая перепись населения. По её результатам в Короче проживало 10 235 человек, а в уезде — 159 024 чел. На Корочанский уезд приходилось 6,7 % населения Курской губернии и 6,5 % её территории. Грамотное население в Короче составляло 38 %, а в уезде — 15 %. В Короче жили 236 потомственных дворян, 193 лица купеческого сословия (с учётом семей), 158 лиц духовного звания, 9 иностранных подданных из Австро-Венгрии и Германии. Из жителей Корочи 33 юноши учились в высших учебных заведениях, 6 — в средних военных учебных заведениях, 292 мальчика и 419 девочек — в средних учебных заведениях.
К концу XIX века Короча становится ещё и центром российского садоводства. На протяжении столетий с момента своего основания город славился своими яблоневыми садами, что нашло отражение даже в гербе Корочи и уезда. Посетивший город в 1888 году Иван Владимирович Мичурин назвал Корочу «вторым Крымом» из-за обилия садов. Корочанские яблоки и черносливы были известны далеко за пределами края, их вывозили в Москву и другие города. Развитию садоводства способствовали специализированные садоводческие хозяйства (М. А. Перроте с практической школой садовых рабочих), земская сельскохозяйственная школа, деятельность садоводов-естествоиспытателей А. С. Балабанова и Н. И. Кичунова. В 1896 г. Н. И. Кичуновым была открыта (по поручению земства) школа садовых рабочих при Корочанском земском питомнике. В 1894 году, на Международной выставке плодоводства в Санкт-Петербурге, экспонаты из Корочи были отмечены Большой золотой медалью, а в 1897 году корочанские яблоки были удостоены почётного диплома I степени.
В 1896 году в Корочанском уезде были открыты две (первые в губернии) школы садовых рабочих — в Короче и селе Дмитриевском. В том же году с целью ознакомления с состоянием садоводства Корочу посетил министр земледелия и государственных имуществ Алексей Ермолов.
Корочанские садоводы впервые в истории России в 1903 году составили «Атлас плодов» из 109 лучших, наиболее распространённых сортов яблок, груш и косточковых. Атлас был издан в Санкт-Петербурге Императорским Российским обществом плодоводства.
В 1903 году на средства земской уездной управы началось строительство Земской больницы. Спроектировал комплекс архитектор Ричард Иванович Мюльхгаупт, обрусевший немец, житель города Короча. Больница имела несколько отделений — терапевтическое, хирургическое, отдельно стоял родильный дом. Здание больницы было первым в городе оборудовано водяным отоплением.
В 1905 году началось строительство трёхэтажного здания для женской гимназии и ремесленного училища с церковью во имя Димитрия Солунского. Строительство нового здания гимназии проходило по инициативе Кромского Дмитрия Константиновича — почётного жителя Корочи, купца первой гильдии.
В 1906 году впервые вышел в свет печатный орган «Корочанский листок».

### При советской власти
С 1 сентября (ст.ст.) по 25 октября (ст.ст.) 1917 года в составе Российской республики, но уже в декабре того же года началась Гражданская война.
Власть Советов в городе и уезде была провозглашена в декабре 1917 года, но весной 1918 года значительную часть уезда оккупировали германские войска, а в самой Короче 22 апреля 1918 года контрреволюционные силы подняли мятеж и свергли Советскую власть. Во время мятежа был убит один из первых военных комиссаров А. В. Дорошенко. С помощью партизанского отряда «Молния» мятеж был подавлен. 3 мая 1918 года в городе был проведён уездный съезд Советов и восстановлена Советская власть. Однако, уже в первых числах июля 1919 года в Корочу вступила Добровольческая армия, установив в городе свою комендатуру во главе с комендантом подполковником Михайловым. Но в начале ноября 1919 года в Корочу вошли части Красной Армии, пришла советская власть.
C декабря 1922 года — в составе Российской Советской Федеративной Социалистической Республики Союза Советских Социалистических Республик.
12 мая 1924 года Корочанский уезд был упразднён, а его территория практически полностью вошла в состав укрупнённого Белгородского уезда. 30 июля 1928 года, после ликвидации Курской губернии и перехода на областное, окружное и районное деление, был создан Корочанский район, вошедший в Белгородский округ Центрально-Чернозёмной области. С 13 июня 1934 года район входил в состав Курской области, а с 6 января 1954 года и по сегодняшний день является составной частью Белгородской области.
В 1929 году был открыт Корочанский сельскохозяйственный техникум (на базе бывшей корочанской Школы садоводства, огородничества и плодоводства).
24 октября 1941 года Короча стала прифронтовым городом, когда Белгород был оставлен Красной Армией. В годы войны Корочанским военкоматом на фронт мобилизовано около 30 000 человек. До оккупации в городе Короча располагались воинские части 21-й армии. Короча была оккупирована 1 июля 1942 года. Оккупация длилась 221 день. 7 февраля 1943 года город был освобождён от гитлеровских германских войск советскими войсками Воронежского фронта в ходе Харьковской наступательной операции 2.02.—3.03.1943 года:
В 1957 году в городе Короча вступил в строй маслозавод, а в 1961 году — новый городской Дом культуры.
В 80-х годах XX века прошло масштабное расширение Корочанской районной больницы, были построены новые корпуса. В 1984 году вступило в строй инфекционное отделение, в 1985 году — родильное отделение, в 1989 году — основной лечебный корпус, а в 1990 году открыла двери для пациентов поликлиника.

### В новейшее время
В 1999 году введено в эксплуатацию новое трёхэтажное здание школы на 660 мест с актовым залом, столовой, спортивным залом и мастерской.
Решением городского собрания городского поселения «Город Короча» от 2 декабря 2020 года № 134 ряду улиц и переулков города Короча было возвращено их историческое название, существовавшее до 1920 года, или присвоено иное название.

## Известные люди
- Юлия Стефановна Титова (1919—2002) — инженер-химик-технолог в системе атомной промышленности; лауреат Государственной премии СССР (1954).
- Шабельников, Иван Сергеевич (1917—1947) — старший лейтенант ВВС РККА, кавалер четырёх боевых орденов. Герой Советского Союза (1945).

## Население
| 1784  | 1856  | 1897    | 1913    | 1923  | 1926    | 1931    | 1939  | 1959  |
| ----- | ----- | ------- | ------- | ----- | ------- | ------- | ----- | ----- |
| 3800  | ↗6000 | ↗10 200 | ↗11 100 | ↘4157 | ↗14 100 | ↗15 200 | ↘5400 | ↘3927 |
| 1970  | 1979  | 1989    | 1992    | 1996  | 1998    | 2000    | 2001  | 2002  |
| ↗5402 | ↗5640 | ↗5755   | ↗5900   | ↗6300 | →6300   | →6300   | ↗6400 | ↘6020 |
| 2003  | 2005  | 2006    | 2007    | 2008  | 2009    | 2010    | 2011  | 2012  |
| ↘6000 | →6000 | ↘5900   | →5900   | →5900 | ↗5917   | ↘5877   | ↗5900 | ↘5854 |
| 2013  | 2014  | 2015    | 2016    | 2017  | 2018    | 2019    | 2020  | 2021  |
| ↘5832 | ↗5855 | ↗5903   | ↘5890   | ↘5888 | ↘5853   | ↘5843   | ↘5768 | ↘5623 |

На 1 января 2025 года по численности населения город находился на 1068-м месте из 1124 городов Российской Федерации.
Динамика роста численности населения Корочи прослеживалась на протяжении XVII—XIX веков. В то время город входил в число крупнейших населённых пунктов региона, ненамного отставая от соседей (например, к 1856 году население Корочи составляло 6 000 человек, близлежащего Белгорода 12,8 тысяч, Старого Оскола — 7,5 тысяч). Максимальной численности населения город достиг в 1930-е годы — тогда в Короче проживало более 15 тысяч жителей. С этого момента начинается значительный спад населения, на который оказали влияние процессы коллективизации и последовавшего за ней голода, сильно отразившегося на аграрно-ориентированной Короче. Усугубила ситуацию и Великая Отечественная война. К концу 1950-х годов число жителей города составляло 3,9 тысячи человек.
В советский период Короча не показывала значительного динамического роста, не получив на своей территории развития крупных промышленных предприятий, в отличие от Белгорода, Губкина, Старого Оскола и Шебекино. К моменту распада Советского Союза численность населения города составляла чуть менее 6 тысяч человек. Достигнув максимального за постсоветское время показателя в 6 400 жителей в 2004 году, последние десять лет Короча показывает отрицательную динамику по показателям численности населения. Согласно прогнозам, составленным в ходе разработки генерального плана развития Корочи до 2025 года, существенного изменения численности населения в ближайшее десятилетие не предвидится.

### Национальный состав
По итогам переписи населения 2020 года проживали следующие национальности (национальности менее 0,1 % и другое, см. в сноске к строке «Другие»):
| Национальность | Численность, чел. | Доля     |
| -------------- | ----------------- | -------- |
| Русские        | 5098              | 90,65 %  |
| Украинцы       | 28                | 0,50 %   |
| Армяне         | 11                | 0,20 %   |
| Турки          | 6                 | 0,11 %   |
| Другие         | 480               | 8,54 %   |
| Итого          | 5623              | 100,00 % |

### Язык
По данным переписи 1897 года:
| Язык                       | Численность, чел. | Доля     |
| -------------------------- | ----------------- | -------- |
| Русский («великорусский»)  | 6 871             | 67,13 %  |
| Украинский («малорусский») | 3 209             | 31,35 %  |
| Еврейский                  | 82                | 0,80 %   |
| Польский                   | 27                | 0,26 %   |
| Немецкий                   | 14                | 0,14 %   |
| Цыганский                  | 12                | 0,12 %   |
| Другие                     | 20                | 0,20 %   |
| Итого                      | 10 235            | 100,00 % |

В настоящее время официальным и основным языком города является русский.

## Административное деление
В соответствии с законом Белгородской области от 20 декабря 2004 года № 159 «Об установлении границ муниципальных образований и наделении их статусом городского, сельского поселения, городского округа, муниципального района», город Короча имеет статус городского поселения и включает в себя три населённых пункта: город Корочу, села Пушкарное и Белогорье. Городское поселение «Город Короча» — это 27 улиц, 10 переулков, 1 площадь. Короча насчитывает 52 многоквартирных дома и 1519 частных домовладений: в городе Короча −1178 домовладений, в сёлах Белогорье — 69 и Пушкарном — 272 домовладения.

## Экономика
Основой экономики города Короча является пищевая промышленность. На территории городского поселения осуществляют свою деятельность промышленные, транспортные, строительные организации, предприятия малого бизнеса и индивидуальные предприниматели. Действуют 4 крупных предприятия:
- ООО «Русь — Молоко»;
- Пищевой комбинат «Белогорье и К» (пиво, минеральная вода, печенье);
- ОАО «Корочанское ПАТП»;
- ООО «Корочанский автомобилист» (ликвидировано 31 октября 2019 года) .

В начале 2009 года в Короче агропромышленным холдингом «Мираторг» введено в эксплуатацию крупнейшее в России предприятие по убою и первичной переработке мяса — ЗАО «Свинокомплекс Короча». Открывшееся предприятие с рабочим визитом посетил Владимир Путин. Проектная мощность завода — 2 млн голов (или 165 тысяч тонн свинины в убойном весе) в год. Предприятие является одним из самых высокотехнологичных комплексов в России, оснащено немецким, итальянским и японским роботизированным оборудованием. Благодаря этому предприятию Короча в течение последних лет входит в рейтинг 250 крупнейших промышленных центров России.

## Достопримечательности
- «Вестовой» колокол;
- Храм Рождества Пресвятой Богородицы;
- Корочанский районный историко-краеведческий музей;
- Родник «Монахова криница»;
- Родник «Ясный колодец»;
- Памятник основателю города Короча воеводе Андрею Васильевичу Бутурлину;
- Геоглиф «70 лет Победы»

## Радио
- 69,44 — Радио России / ГТРК Белгород (Молчит)
- 89,4 — Маруся FM
- 90,1 — Радио России / ГТРК Белгород
- 99,2 — Z-FM
- 100,2 — Радио Мир Белогорья
- 101,4 — Радио 7 на семи холмах
- 105,6 — RFM